# يونكس
يونكس (بالإنجليزية: Unix)‏ أو (تكتب العلامة التجارية بالأحرف الكبيرة UNIX) هو عائلة من نظم التشغيل للحواسيب بدأ بكتابته وتطويره موظّفو شركة إي تي أند تي في (مختبرات بيل) في سبعينات القرن العشرين. من الأشخاص الأوائل الذين أشرفوا على هذا المشروع: كين تومسون، دينيس ريتشي، ودوجلاس مكيلروي وآخرون. ليصبح اليوم أساساً لتكوين مجموعة متفرعة من الأنظمة تشكل أهم عوائل نُظم التشغيل في عالم الحاسوب.
ظهر الكثير من النظم الشبيهة بيونكس عبر السنين، وأكثرها شعبية هو نظام جنو/لينكس، حيث طغى على شعبية أنظمة يونكس «الحقيقية» منذ نشئته في أوائل تسعينات القرن العشرين.

## تاريخ
شهدت نهاية الستينيات من القرن الماضي تكاتف كل من معهد ماساتشوستس للتقنية، وشركة إيه تي أند تي (مختبرات بيل)، وشركة جنرال إلكتريك للعمل على نظام تشغيل تجريبي أُطلق عليه اسم مولتكس. كان يفترض بالنظام مولتكس أن يكون تفاعلياً ومتجاوباً مع مستخدمي النظام ناهيك عن الضرورة الأمنية للنظام من محاولات اختراق الملفات السرية التي يقوم بحفظها في مستودع الحفظ. رأى المشروع النور على شكل نظام تشغيل قابل للتطبيق إلا أن النظام أظهر أداءً رديئاً والذي جعل شركة إيه تي أند تي تنسحب من المشروع وتركّز طاقاتها في مكان آخر.
«كين تومسون» كان أحد مطوري الأنظمة لدى مختبرات بيل واستمر في تطويره لنظام التشغيل وطوّر لعبة من ألعاب الكمبيوتر وأسماها «السفر عبر الفضاء». تيقّن تومسون من أداء اللعبة وبطئها ناهيك عن التكلفة المرتفعة نسبياً لممارسة اللعبة، فأعاد تومسون كتابة اللعبة، وبالتعاون مع «دينيس ريتشي»، استطاع الرجلان تشغيل اللعبة على جهاز DEC PDP-7. وتجدر الإشارة هنا إلى أن عمل نظام التشغيل مولتكس كان على جهاز سلسلة جي إي 600 العملاق.
بالخبرة التي اكتسبها تومسون جرّاء كتابته للعبة «السفر عبر الزمن»، والخبرة المكتسبة من مشروع نظام التشغيل مولتكس، طوّر تومسون نظام تشغيل جديد يقوم بأكثر من عملية في نفس الوقت ويقوم على خدمة أكثر من مستخدم في الوقت ذاته أيضاً. أضاف فريق العمل مترجم لأوامر المستخدم وأسموا نظام التشغيل الجديد «يونكس» Unics والذي أصبح اسمه فيما بعد Unix.
حتى هذه اللحظة، لم تتقدم مختبرات بيل بأي نوع من الدعم المادي لمشروع تطوير يونكس حتى دعت الحاجة التي تقدّمت بها «مجموعة أبحاث علوم الحاسوب» لتشغيل نظام يونكس على جهاز أكبر بكثير من جهاز PDP-7. وعد كل من تومسون وريتشي بتزويد نظام التشغيل الجديد ببرنامج تعديل نصوص وتهيئة يونكس للعمل على جهاز PDP-11 مما أقنع مختبرات بيل بتقديم الدعم المالي للمشروع. بهذا، أُعْلِنَ رسمياً عن ولادة نظام يونكس في العام 1970 وكُتِب نظام يونكس في باديء الأمر باستخدام لغة التجميع Assembly.
في العام 1973، اتخذت مختبرات بيل قراراً يقضي بإعادة كتابة يونكس باستخدام لغة الحاسوب «سي» عوضاً عن لغة التجميع والذي بدوره سيسهّل عملية نقل نظام التشغيل لحواسيب أخرى ولتمكين مطورين آخرين من إضافة وتحسين نظام التشغيل. قرار مختبرات بيل ساعد في سرعة تطوير يونكس وقامت شركة إيه تي أند تي بترخيص المنتج يونكس للجامعات، الشركات التجارية، وحكومة الولايات المتحدة.
استمر التطوير لنظام التشغيل الجديد ومر يونكس خلال إصدارات عديدة مطوّرة وعملت شركة «ويستيرن إليكتريك» Western Electric التي تنتمي لشركة إيه تي أند تي بتطوير نسخة من نظام يونكس معدّلة مما سبب إرباكاً في إصدارات يونكس ناهيك عن الإرباك التي تسببت بها إضافات الجامعات والشركات التجارية على نظام يونكس، الأمر الذي جعل شركة إي تي أند تي تُصْدِر نظام يونكس التجاري بدون المصدر (شيفرة مصدرية). دخل على خط تطوير نظام يونكس جامعة كاليفورنيا لدى مدينة بيركلي وأسهمت إسهاماً كبيراً في تطوير النظام عن طريق إضافة مجموعة بروتوكولات حزمة بروتوكولات الإنترنت للاتصالات.
قامت بعض الشركات التجارية بعرض منتجها التجاري الخاص لنظام تشغيل يونكس والذي يتوافق مع الحواسيب متوسطة الحجم "Mini" التابعة لهذه الشركات التجارية، ومن أشهر من تفرّغ لهذا العمل «بيل جوي» و«تشك هيلي» وأسس الرجلان شركة أسموها «صن أو أس» صن أو إس والتي تعرف اليوم بشركة «صن ميكروسيستمز» العملاقة.
قامت شركة إي تي أند تي بتحسينات كثيرة على نظام تشغيل يونكس وقررت الشركة في الأعوام 1989-1987 أن تدمج إصدار شركة ميكروسوفت لنظام تشغيل يونكس والذي عرف آنذاك بنظام «زينكس» زينيكس وإصدارات كثيرة لتخرج بنظام يونكس النسخة الخامسة، الإصدار الرابع إصدار يونكس الرابع وأسدلت شركة إي تي أند تي الستار على جميع الإصدارات المتنافسة فيما يتعلق بنظام تشغيل يونكس.
في العام 1993، باعت شركة إي تي أند تي كل حقوق يونكس لشركة «نوفيل» والتي بدورها أرادت بهذه الصفقة مواجهة شركة «مايكروسوفت» وإصدارها الجديد والذي كان يعرف بنظام ويندوز إن تي ولم تنجح شركة نوفيل في تحقيق مطلبها نتيجة صعوبة تسويق المنتج مقارنة بالأموال الهائلة والمتوفرة لشركة ميكروسوفت وكفاءتها في تسويق منتجاتها مما دعى شركة نوفيل لبيع حقوق يونكس لمجموعة شركات أكس/أوبن X/Open.
في واقع الأمر، وفي معمعة بيع حقوق يونكس بين الشركات المتعدّدة، آلت حقوق يونكس المصدرية (الشيفرة المصدرية) لشركة «عمليات سانتا كروز» SCO والتي بدورها باعت تلك الحقوق لشركة «أنظمة كالديرا». اليوم، شركة أنظمة كالديرا تطالب بجميع حقوقها القانونية من كل من يستعمل نظام جنو/لينكس ذي المصدر المفتوح وتدّعي شركة أنظمة كالديرا أن نظام جنو/لينكس يحتوي على جزء من مصدر يونكس التجاري بدون تفويض رسمي من قِبل شركة أنظمة كالديرا.
لعل من أفضل الأعمال التجارية المبنية على نظام يونكس تلك التي قام بها ستيف جوبز في منتصف الثمانينات من القرن العشرين عندما ابتدع شركة «نكست» وقام بعرض جهاز نكست في الأسواق. ويعتقد البعض أن سبب فشل نكست أنه كان سابقاً لأوانه. والعرض الثاني ليونكس على المستوى التجاري هو الذي قام به نفس صاحب نكست عندما جعل يونكس نظام التشغيل لأجهزة «ماكنتوش». وأثبت ستيف بفعله هذا أن يونكس يمكن تطبيقه على الحاسوب للاستعمالات اليومية.

## التأثير
كان لنظام يونكس تأثير كبير على أنظمة التشغيل الأخرى، حصد نجاحاته من خلال:
1. التفاعل المباشر.
2. التحرر من السيطرة التامة لشركتي آي‌ بي‌ إم وديجيتال إكويبمنت كوربوريشن (Digital Equipment Corporation).
3. توزيع شركة أي تي أند تي للبرامج مجانا.
4. تعمل على أجهزة رخيصة الثمن.
5. كونها سهلة التثبيت والنقل إلى الأجهزة الأخرى.
6. كتب نظام يونكس بلغة برمجة عالية المستوى وتعد أفضل من لغة أسيمبلي Assembly (التي كان يعتقد بأنها ضرورية لأجهزة الكمبيوتر القديمة).

## مواضيع ذات علاقة
- أوامر يونكس
- جنو/لينكس
- فلسفة يونكس

## وصلات خارجية
- يونكس على مشروع الدليل المفتوح